# Kedus Harbe
Kedus Harbe (amharisch ቅዱስ ሀራቤ) war Negus Negest (Kaiser) von Äthiopien sowie ein Mitglied der Zagwe-Dynastie. Taddesse Tamrat zufolge war er der Sohn von Germa Seyum, dem Bruder von Tatadim.
Einige Gelehrte beziffern den Zeitraum seiner Herrschaft mit 1079 bis 1119.
Er wird jedoch von Huntingford nicht in der Liste der Könige der Zagwe-Dynastie erfasst.